# Brahui
Brahui, ett dravidiskt språk, talat främst i Pakistan, men även i Afghanistan och Iran. Språket är isolerat från andra sina släktspråk. Antal talare är cirka 4 miljoner.
Språket talas av ett stamfolk som sedan urminnes tider har sitt hemvist i Baluchistan. Etniskt sett identifieras de oftast som balucher. Förr bodde de i västra delen av området, nu huvudsakligen i den östra, särskilt området kring Kalat i Pakistan. De är duktiga jordbrukare och boskapsskötare. 
Språket skrivs med både det latinska och det persiska alfabetet. Bara en del av talarna är läskunniga. En tidning som utgives på brahui är Haftaí Talár.. 

## Fonologi

### Konsonanter
|             | Bilabial | Labiodental | Alveolar | Retroflex | Postalveolar | Palatal | Velar  | Glottal |
| ----------- | -------- | ----------- | -------- | --------- | ------------ | ------- | ------ | ------- |
| Nasal       | m        |             | n        | ɳ         |              | ɲ       | ŋ      |         |
| Klusil      | p \| b   |             | t \| d   | ʈ \| ɖ    |              | c \| ɟ  | k \| g | ʔ       |
| Frikativ    |          | f           | s \| z   |           | ʃ \| ʒ       |         | x \| ɣ |         |
| Lateral     |          |             | l        |           |              |         |        |         |
| Tremulant   |          |             | r        |           |              |         |        |         |
| Approximant | w        |             |          |           |              | j       |        |         |

Källa:

### Vokaler
|              | Främre | Central | Bakre |
| ------------ | ------ | ------- | ----- |
| Sluten       | i      |         | u     |
| Mellansluten | e      |         | oː    |
| Öppen        |        | a       |       |

Alla vokaler förutom [oː] kan realiseras som både korta och långa. 
Källa: